# Blue Note (New York)
Blue Note is een jazzclub in Greenwich Village in New York, die in 1981 werd opgericht door Danny Bensusan in 131 West 3rd Street.

## Geschiedenis
De club ontstond na een periode van massale sluitingen van de jazzclubs in New York. Hier traden veel beroemde jazzgrootheden op als Sarah Vaughan, Dizzy Gillespie, Ray Brown, Oscar Peterson, Lionel Hampton, Chick Corea, Herbie Hancock, Tito Puente en Charles Lloyd, die voorheen optreden in jazzclubs hadden gemeden. De club is gelijktijdig restaurant en intussen ook een toeristenattractie. In de club ontstonden ook al meerdere livealbums, onder meer van Chick Corea, Dizzy Gillespie, Duke Ellington, Oscar Peterson, Herbie Mann en Keith Jarrett.
Bensusan is een in 1949 geboren Israëliet uit Jaffa, die sinds 1969 woont in New York en voorheen een Joods restaurant en een discotheek leidde. Volgens hemzelf kwam hij zonder muzikale voorbelasting tot de jazz, toen hij begin jaren 1980 besefte, dat de discogolf verminderde en er behoefte was naar iets anders. Hij bouwde rond de Blue Note een geheel imperium op, met uitlopers in Milaan (2003) en Japan (Tokio (1988), Nagoya (2002), Osaka (1990)). Bensusan bezit ook verdere clubs in New York, zoals het in 1996 opgerichte B.B. King aan de Times Square met soulmuziek en de Highline Ballroom voor indie rock en het platenlabel Blue Note Live.
Naast de hoofdconcerten tussen 20.00 uur en 22.30 uur zijn er optredens van plaatselijke muzikanten (jazz, rhythm-and-blues, hiphop, soul, funk) op vrijdag en zaterdag (Late Night Groove) en maandag (Monday Night Series) voor getalenteerde muzikanten.
De naam herinnert aan de Blue Notes resp. ook aan het beroemde jazzlabel Blue Note Records, waarmee echter geen samenhang is. Er waren echter voorheen jazzclubs met deze naam, onder andere de Blue Note in Parijs.